# جورج هيلتون بربور
جورج هيلتون بربور (بالإنجليزية: George Hilton Barbour)‏ هو سياسي كندي، ولد في 5 سبتمبر 1878، وتوفي في 6 فبراير 1962. انتخب عضو مجلس الشيوخ الكندي.